# Meighan Simmons
Meighan Sharee Simmons (Fayetteville, 25 gennaio 1992) è una cestista statunitense.

## Carriera
È stata selezionata dalle New York Liberty al terzo giro del Draft WNBA 2014 (26ª scelta assoluta).